# Макгрори, Джимми
Джеймс Э́двард Макгро́ри (англ. James Edward McGrory; 26 апреля 1904, Глазго, Шотландия — 20 октября 1982, там же), более известный как Джи́мми Макгро́ри (англ. Jimmy McGrory) — шотландский футболист, один из лучших бомбардиров в истории британского футбола. Выступая за шотландские клубы «Селтик» и «Клайдбанк», Макгрори добился сверхвысокой результативности, забив 408 голов в 408 матчах лиги.

## Биография

### Ранние годы
Джимми Макгрори родился 26 апреля 1904 года в Глазго в семье ирландских католиков, ранее эмигрировавших в Шотландию. Семья проживала в восточной части города, в районе, населённом преимущественно ирландскими иммигрантами. В 1921 году Джимми подписывает первый контракт, на сумму 2 фунта в неделю, с клубом «Сент-Рокс», где до этого провёл три года в детской команде. В первом сезоне делает юниорский дубль, после чего переходит в «Селтик» (культовый клуб для ирландских католиков, проживающих в Глазго), с которым подписывает свой первый профессиональный контракт.

### Профессиональная карьера
После проведённого в «Селтик» сезона 1922/23 Макгрори был отдан в аренду клубу «Клайдбанк», который как раз поднялся в элитный дивизион чемпионата Шотландии по итогам того сезона. Он провёл в этом клубе большую часть следующего чемпионата, забив 13 голов в 30 матчах. Однако ещё до его завершения был возвращён в «Селтик», после того как в очном матче на Селтик Парк гости выиграли 2:1 благодаря его решающему голу.
Уже со следующего сезона Джимми выступал в основном составе «Селтик», оставаясь там до конца карьеры в 1937 году. За это время он дважды выиграл Чемпионат Шотландии и пять раз — Кубок. Также сыграл 10 матчей в начале победного для «Селтик» сезона 1937/1938. Кроме того, трижды становился лучшим бомбардиром чемпионата. Всего в активе Макгрори 408 голов в 408 матчах Шотландской лиги (из них 395 в 378 матчах за «Селтик»). За всю карьеру он забил 550 голов (рекорд для британского футбола), из них 522 за «Селтик» (клубный рекорд). Эти показатели никому не удалось превзойти и по сей день.
Джимми выступал и за национальную сборную. Он провёл всего 7 матчей в рамках Домашнего чемпионата Великобритании. За период с 1928 по 1933 гг. забил 6 мячей. В 1931 году Шотландия разделила победу с Англией, чему поспособствовала победа (2:0) над конкурентом в последнем матче, где Макгрори забил один из двух мячей.

### Тренерская карьера
Сразу после окончания карьеры перешёл на тренерскую работу. В декабре 1937 года его пригласил клуб «Килмарнок», и «Селтик», в котором он ещё не закончил сезон в качестве игрока, согласился отпустить его. В том же сезоне «Килмарнок» под его руководством выходит в финал Кубка Шотландии. В следующем сезоне, первом полном для Макгрори, команда добивается существенного прогресса в чемпионате (10-е место против прошлогоднего 18-го). Однако Вторая мировая война прерывает официальные соревнования в Шотландии.
После войны, в 1945 году, Макгрори возвращается на «Селтик Парк» в качестве тренера. Следующих 20 лет он провёл на этой должности. За это время «Селтик» выиграл один Чемпионат, два Кубка и два Кубка лиги. В 1965 году Джимми Макгрори закончил тренерскую карьеру, уступив своё место Джоку Стейну, который играл под его руководством в первой половине 50-х.

## Достижения

### Игрок
- Чемпион Шотландии (3): 1925/26, 1935/36, 1937/38
- Обладатель Кубка Шотландии (5): 1924/25, 1926/27, 1930/31, 1932/33, 1936/37
- Лучший бомбардир в истории чемпионата Шотландии: 408 голов
- Лучший бомбардир в истории Кубка Шотландии: 77 голов
- Рекордсмен чемпионата Шотландии по количеству голов в одном матче: 8 голов
- Лучший бомбардир в истории «Селтика»: 522 гола
- Рекордсмен «Селтика» по количеству голов в одном сезоне: 62 гола

### Тренер
- Чемпион Шотландии 1953/1954
- Обладатель Кубка Шотландии 1950/51, 1953/54, 1964/65[2]
- Обладатель Кубка Шотландской лиги 1956/57, 1957/58

## Статистика выступлений

### Обзор карьеры
| Команда                  | Период           | Официальные матчи | Официальные матчи |
| Команда                  | Период           | Игры              | Голы              |
| ------------------------ | ---------------- | ----------------- | ----------------- |
| Селтик                   | 1922—1937        | 501               | 522               |
| Клайдбанк                | 1923—1924        | 33                | 16                |
| Шотландия                | 1928—1933        | 7                 | 6                 |
| Сборная шотландской лиги | 1926—1935        | 6                 | 6                 |
| Всего за карьеру         | Всего за карьеру | 547               | 550               |

### Клубная карьера
| Клуб               | Сезон            | Лига | Лига | Кубок Шотландии | Кубок Шотландии | Кубок Глазго | Кубок Глазго | БКГ  | БКГ  | Итого | Итого |
| Клуб               | Сезон            | Игры | Голы | Игры            | Голы            | Игры         | Голы         | Игры | Голы | Игры  | Голы  |
| ------------------ | ---------------- | ---- | ---- | --------------- | --------------- | ------------ | ------------ | ---- | ---- | ----- | ----- |
| Селтик             | 1922/23          | 3    | 1    | 1               | 0               | 0            | 0            | 0    | 0    | 4     | 1     |
| Селтик             | 1923/24          | 0    | 0    | 0               | 0               | 0            | 0            | 2    | 1    | 2     | 1     |
| Селтик             | 1924/25          | 25   | 17   | 8               | 11              | 2            | 2            | 1    | 0    | 36    | 30    |
| Селтик             | 1925/26          | 37   | 35   | 6               | 6               | 6            | 6            | 3    | 2    | 52    | 49    |
| Селтик             | 1926/27          | 33   | 48   | 6               | 9               | 2            | 2            | 0    | 0    | 41    | 59    |
| Селтик             | 1927/28          | 36   | 47   | 6               | 6               | 3            | 9            | 1    | 0    | 46    | 62    |
| Селтик             | 1928/29          | 21   | 21   | 6               | 10              | 4            | 3            | 3    | 8    | 34    | 42    |
| Селтик             | 1929/30          | 26   | 32   | 3               | 4               | 5            | 4            | 1    | 1    | 35    | 41    |
| Селтик             | 1930/31          | 29   | 36   | 6               | 8               | 2            | 1            | 1    | 2    | 38    | 47    |
| Селтик             | 1931/32          | 22   | 28   | 1               | 0               | 3            | 2            | 2    | 0    | 28    | 30    |
| Селтик             | 1932/33          | 25   | 22   | 8               | 8               | 3            | 2            | 2    | 3    | 38    | 35    |
| Селтик             | 1933/34          | 27   | 17   | 3               | 1               | 1            | 1            | 0    | 0    | 31    | 19    |
| Селтик             | 1934/35          | 27   | 18   | 4               | 2               | 1            | 0            | 1    | 1    | 33    | 21    |
| Селтик             | 1935/36          | 32   | 50   | 1               | 0               | 2            | 0            | 2    | 1    | 37    | 51    |
| Селтик             | 1936/37          | 25   | 18   | 8               | 9               | 0            | 0            | 2    | 1    | 35    | 28    |
| Селтик             | 1937/38          | 10   | 5    | 0               | 0               | 1            | 1            | 0    | 0    | 11    | 6     |
| Селтик             | Итого            | 378  | 395  | 67              | 74              | 35           | 33           | 21   | 20   | 501   | 522   |
| Клайдбанк (аренда) | 1923/24          | 30   | 13   | 3               | 3               | 0            | 0            | 0    | 0    | 33    | 16    |
| Клайдбанк (аренда) | Итого            | 30   | 13   | 3               | 3               | 0            | 0            | 0    | 0    | 33    | 16    |
| Всего за карьеру   | Всего за карьеру | 408  | 408  | 70              | 77              | 35           | 33           | 21   | 20   | 534   | 538   |